# Barcugnan
Barcugnan település Franciaországban, Gers megyében. Lakosainak száma 104 fő (2022. január 1.). Barcugnan Fontrailles, Duffort, Manas-Bastanous, Montaut, Mont-de-Marrast és Sainte-Aurence-Cazaux községekkel határos.

## Népesség
A település népességének változása:
| Lakosok száma | 228  | 169  | 164  | 149  | 111  | 109  | 107  | 105  | 104  | 104  |
|               | 1968 | 1982 | 1990 | 2006 | 2013 | 2015 | 2017 | 2019 | 2020 | 2022 |